# Subotički nogometni podsavez
La Subotički nogometni podsavez fu la sottofederazione calcistica di Subotica, una delle 15 in cui era diviso il sistema calcistico del Regno di Jugoslavia.. La dicitura della sottofederazione veniva abbreviata in SLP, che era l'acronimo di Subotički loptački podsavez.

## Storia
La sottofederazione calcistica di Subotica viene fondata, su direttiva della JNS, il 3 ottobre 1920. Dopo varie discussioni e consultazioni, la reputazione del JAD Bačka giunge a piena espressione: in particolare la JNS, nella sua lettera del 13 giugno 1920, autorizza la squadra ad organizzare una sottofederazione calcistica per la Voivodina con sede a Subotica e allo stesso tempo obbligano tutti i club della regione a dare un sostegno senza riserve e pieno al Bačka nell'organizzazione di questa sottofederazione (ci sono 22 club in Voivodina in quel momento).

L'assemblea di fondazione si tiene, come detto sopra, il 3 ottobre 1920, e si decide il nome: Nogometni podsavez za Bačku i Banat (sottofederazione calcistica per la Bačka ed il Banato), il nome definitivo, Subotički nogometni podsavez, viene preso il 16 gennaio 1922. Il primo presidente eletto è Fabijan Malagurski, il vicepresidente Martin Horvacki, il segretario Šimun Beneš ed il tesoriere Đuka Marković. Il consiglio di amministrazione comprende: Vasa Dolinka, Oros Sándor, Ivan Malagurski, Ante Pokornik, Stjepan Gršić, Deneš Hoscieslovski, Eden Ikotić e Jene Mer. Il consiglio di sorveglianza ha solo due membri: Andrija Mažić e Ivan Korer.

A quel tempo, nel 1920, la federazione jugoslava ha sottofederazioni a Zagabria, Spalato, Lubiana, Sarajevo e Belgrado. Nel 1924 viene costituita quella di Osijek e dal 1930 ne nascono molte altre.

Viene effettuata la divisione dei club in tre classi (I, II/A e II/B). Nella prima, la migliore, vengono inserite 9 squadre:
- JAD Bačka
- SAND Subotica
- Subotičko sportsko društvo
- Subotički telovežbački klub Bunjevac
- Subotičko nogometno društvo Građanski
- Somborsko sportsko društvo
- Somborsko jugoslovensko sportsko društvo Amater
- Žomboljsko sportsko društvo
- Kulsko atletsko nogometno društvo.

Nella II/A vengono inserite 6 squadre, mentre nella II/B 7.

In questa sottofederazione sono stati inclusi i club di Subotica, Sombor, Kula e Žombolj (quest'ultima città passò sotto il controllo militare serbo il 17 novembre 1918, a seguito della Conferenza di pace di Parigi, e poi entrò a far parte del Regno dei Serbi, dei Croati e degli Sloveni, ma dopo un aggiustamento del confine con la Romania, divenne parte di quest'ultima con il nome di Jimbolia il 9 aprile 1924). Le squadre non sono di uguale qualità, per questo motivo vengono divise in 3 classi.

Il presidente della sottofederazione più importante è Nestor Segedinski, chiamato "eminenza grigia": ex-giocatore del SAND ed arbitro, diviene delegato, segretario generale, tesoriere, membro della JNS e pure allenatore della nazionale jugoslava per una partita (4–4 contro la Polonia a Varsavia il 25 settembre 1938). Segedinski è il fautore dell'espulsione del JAD Bačka dalla sottofederazione alla fine degli anni '30: prima del suo arrivo erano i vertici del club biancorosso a gestirla in modo dispotico, per esempio facendosi assegnare arbitri favorevoli e sconti di pena nelle squalifiche dei propri calciatori.

## Selezione
La SLP aveva una propria selezione sottofederale, composta principalmente dai calciatori del JAD Bačka. Fra i giocatori più rilevanti si ricordano Nesto Kopunović "Netoj" (25 presenze), Beno Cvijanov (18) ed il capitano Remija Marcikić (16). Oltre a gare contro le selezioni di Zagabria e Belgrado, quella di Subotica ha disputato amichevoli anche contro alcune estere come Baja, Szeged, Bratislava e Timisoara.

## Albo d'oro
| Stagione | Vincitore            | Classifiche                                 | Classifiche |
| -------- | -------------------- | ------------------------------------------- | --- |
| 1919     | Bácska               | non ufficiale                               | Bácska 8, SMTE 7, SzVAK 7, SzTC 3, II kerület 3, Sport 0 |
| 1920     | finale non disputata | Subotica primavera                          | SzVAK 12, Bačka 10, II kerület 6, SMTE 4, SzTC 3, III kerület 2, Sport 2 |
| 1920     | finale non disputata | Subotica autunno                            | Bačka 14, SAND 11, Sport 7, Bunjevac 6, Građanski 6, SAD 5, SzTC 5, Viktorija 2 |
| 1920     | finale non disputata | Baja                                        | SSU Sombor 8, Bajai SE 6, Zanatlijsko SU Sombor 3, Bajai MTE 2, Bajai FC 1. Bajmočki AK ritirato                                                                                                  |
| 1920-21  | Bačka Subotica       | 1. razred                                   | Bačka 28, Amateur Sombor 25, SAND 22, KAFC 19, Sport Subotica 17, SSU Sombor 15, Sloga Subotica, STC Subotica 6, Građanski Subotica 1. Žombolja ŽSE Ritirato                                      |
| 1921-22  | Bačka Subotica       | 1. razred                                   | Bačka 36, SAND 27, Sport Subotica 24, Amateur Sombor 24, Sloga Subotica 19, SSU Sombor 19, Konkordija Subotica 13, STC Subotica 10, Vrbas 7, KAFC 0                                               |
| 1922-23  | Bačka Subotica       | 1. razred                                   | Bačka 29, SAND 27, SSU Sombor 21, Sloga Subotica 17, Amateur Sombor 13, SMTC Subotica 7, Konkordija Subotica 7, SKAK Stara Kanjiža 6                                                              |
| 1923-24  | SSU Sombor           | 1. razred                                   | SSU Sombor 29, Bačka 28, Sport Subotica 26, Amateur Sombor 26, SAND 18, ŽAK Subotica 17, SMTC Subotica 14, SKAK Stara Kanjiža 8, Sloga Subotica 7, Konkordija Subotica 5                          |
| 1924-25  | Bačka Subotica       | 1. razred                                   | Bačka 20, SAND 17, SSU Sombor 16, Amateur Sombor 16, KSC 13, SMTC Subotica 10, 9, Sport Subotica 9, ŽAK Subotica 7                                                                                |
| 1925-26  | Bačka Subotica       | 1. razred                                   | Bačka 28, SAND 28, SSU Sombor 20, ŽAK Subotica 17, Sport Subotica 15, Vrbas 14, SMTC Subotica 12, Amateur Sombor 10, KSC 3                                                                        |
| 1926-27  | SAND Subotica        | 1. razred                                   | SAND 32, Bačka 27, ŽAK Subotica 26, Sport Subotica 20, SSU Sombor 19, Soko Sombor 19, SAK Senta 15, SMTC Subotica 14, Vrbas 5, KSC 3                                                              |
| 1927-28  | SAND Subotica        | 1. razred                                   | SAND 34, Bačka 22, ŽAK Subotica 21, Sport Subotica 20, SSU Sombor 20, Soko Sombor 18, SMTC Subotica 15, Vrbas 14, SAK Senta 10, ŽAK Sombor 6                                                      |
| 1928-29  | SAND Subotica        | Gruppo Subotica                             | SAND 18, SMTC Subotica 14, Bačka 14, ŽAK Subotica 6, Sport Subotica 2, Subotički Električnu Centralnu 2                                                                                           |
| 1928-29  | SAND Subotica        | Gruppo provincia                            | Soko Stari Bečej 19, SSU Sombor 19, Senta 14, ŽAK Sombor 10, Soko Sombor 8, Vrbas 8, Odžački ŠK 6                                                                                                 |
| 1928-29  | SAND Subotica        | Finale                                      | Soko Stari Bečej–SAND Subotica 1–2 e 2–1, terza gara: 2–4 |
| 1929-30  | Bačka Subotica       | Gruppo Subotica                             | Bačka 18, SAND 17, SMTC 16, Ferum 12, ŽAK Subotica 11, Sport 9, Subotička Električna Centralna 1                                                                                                  |
| 1929-30  | Bačka Subotica       | Gruppo provincia                            | SSU Sombor 22, Dulcis Vrbas 20, Soko Stari Bečej 20, Odžački ŠK 17, Somborsko GD 16, Vrbas 15, Senta 14, ŽAK Sombor 11, Soko Sombor 9                                                             |
| 1929-30  | Bačka Subotica       | Finale                                      | Bačka Subotica–SSU Sombor 7–1 e 1–4 |
| 1930-31  | ŽAK Subotica         | Gruppo Subotica                             | ŽAK Subotica 15, Ferum 15, SMTC 13, Sport 11, Subotička Električna Centralna 3, Poštari 3 |
| 1930-31  | ŽAK Subotica         | Gruppo provincia                            | SSU Sombor 30, Soko Stari Bečej 28, 3 Zvezde Apatin 23, Soko Sombor 21, Senta 20, Odžački ŠK 20, Dulcis Vrbas 18, Somborsko GD 18, Vrbas 16, ŽAK Sombor 16, Radnički Senta 10                     |
| 1930-31  | ŽAK Subotica         | Finale                                      | ŽAK Subotica–SSU Sombor 3–2 e 1–1 |
| 1931-32  | Bačka Subotica       | Gruppo Subotica                             | Bačka 18, SAND 17, ŽAK Subotica 15, Subotička Električna Centralna 12, SMTC 12, Sport 7, Sloboda/FAKO 3                                                                                           |
| 1931-32  | Bačka Subotica       | Gruppo Danubio                              | Slavija Sombor 17, SSU Sombor 15, 3 Zvezde Apatin 13, Odžački ŠK 11, Bezdansko SU 11, Somborsko GD 9, ŽAK Sombor 8                                                                                |
| 1931-32  | Bačka Subotica       | Gruppo Tibisco                              | Senta 19, Dulcis Vrbas 16, Građanski Stari Bečej 12, JAK Bačka Topola 10, Vrbas 9, Radnički Senta 8, Plava Zvezda Ada 8                                                                           |
| 1931-32  | Bačka Subotica       | Girone finale                               | Bačka 8, Slavija Sombor 6, Senta 6, SAND 4 |
| 1932-33  | Tri Zvezde Apatin    | Gruppo Subotica                             | Bačka 22, ŽAK Subotica 18, Subotička Električna Centralna 15, FAKO 15, SMTC 13, SAND 10, Konkordija 10, Sport 9                                                                                   |
| 1932-33  | Tri Zvezde Apatin    | Gruppo Danubio                              | 3 Zvezde Apatin 27, SSU Sombor 23, Bezdansko SU 18, Odžački ŠK 16, Crvenka 15, ŽAK Sombor 14, Slavija Sombor 11, SAK Sombor 9, Krivaja S. Moravica 9                                              |
| 1932-33  | Tri Zvezde Apatin    | Gruppo Tibisco                              | Senta 23, Dulcis Vrbas 20, Građanski Stari Bečej 18, JAK Bačka Topola 14, Radnički Senta 12, Plava Zvezda Ada 10, ČAK Čantavir 9, Vrbas 6                                                         |
| 1932-33  | Tri Zvezde Apatin    | Girone finale                               | 3 Zvezde Apatin 6, Bačka 4, Senta 2 |
| 1933-34  | Tri Zvezde Apatin    | Gruppo Subotica                             | ŽAK Subotica 28, Bačka 28, Subotička Električna Centralna 23, SAND 19, Sport 12, FAKO 11, SMTC 9, Konkordija 8, Hajduk 6                                                                          |
| 1933-34  | Tri Zvezde Apatin    | Gruppo Danubio                              | 3 Zvezde Apatin 23, Odžački ŠK 20, SSU Sombor 17, Bezdansko SU 16, ŽAK Sombor 10, SAK Sombor 10, Slavija Sombor 9, BAK Bajmok 5                                                                   |
| 1933-34  | Tri Zvezde Apatin    | Gruppo Tibisco                              | Senta 17, Građanski Stari Bečej 16, Mol 10, Triglav Čantavir 7, Plava Zvezda Ada 6, Radnički Senta 4                                                                                              |
| 1933-34  | Tri Zvezde Apatin    | Gruppo Bačka centrale                       | Vrbas 16, Dulcis Vrbas 14, JAK Bačka Topola 11, Crvenka 10, FSK Feketić 6, Krivaja S. Moravica 3                                                                                                  |
| 1933-34  | Tri Zvezde Apatin    | Girone finale                               | 3 Zvezde Apatin 11, ŽAK Subotica 6, Senta 5, Vrbas 0 |
| 1934-35  | ŽAK Subotica         | Gruppo Subotica                             | Bačka 28, ŽAK Subotica 27, Subotička Električna Centralna 21, SMTC 15, FAKO 13, Poštanski 13, SAND 11, Konkordija 10, Sport 6                                                                     |
| 1934-35  | ŽAK Subotica         | Gruppo Danubio                              | Bezdansko SU 29, 3 Zvezde Apatin 29, Odžački ŠK 25, SSU Sombor 14, ŽAK Sombor 13, Crvenka 12, SAK Sombor 8, Slavija Sombor 8, Svetozar Miletić 6                                                  |
| 1934-35  | ŽAK Subotica         | Gruppo Tibisco                              | Građanski Stari Bečej 22, Senta 22, Slavija Stari Bečej 11, Mol 9, Obilić Nova Kanjiža 8, Plava Zvezda Ada 7, Radnički Senta 5                                                                    |
| 1934-35  | ŽAK Subotica         | Gruppo Bačka centrale                       | Dulcis Vrbas 22, Krivaja S. Moravica 18, Bajmočki AK 16, Vrbas 15, Triglav Čantavir 15, Hajduk Kula 14, JAK Bačka Topola 12, FSK Feketić 0                                                        |
| 1934-35  | ŽAK Subotica         | Girone finale                               | ŽAK Subotica 15, Bačka 9, Građanski Stari Bečej 8, Dulcis Vrbas 4, Bezdansko SU 4 |
| 1935-36  | ŽAK Subotica         | Gruppo Subotica                             | vincitore: ŽAK Subotica |
| 1935-36  | ŽAK Subotica         | Gruppo Danubio                              | vincitore: Odžački ŠK |
| 1935-36  | ŽAK Subotica         | Gruppo Tibisco                              | vincitore: Jugosloven Senta |
| 1935-36  | ŽAK Subotica         | Gruppo Bačka centrale                       | vincitore: Vrbas |
| 1935-36  | ŽAK Subotica         | Girone finale                               | ŽAK Subotica 12, Odžački ŠK 6, Jugosloven Senta 4, Vrbas 2 |
| 1936-37  | Bačka Subotica       | Gruppo Subotica                             | prime due: ŽAK Subotica e Bačka |
| 1936-37  | Bačka Subotica       | Gruppo Danubio                              | vincitore: Odžački ŠK |
| 1936-37  | Bačka Subotica       | Gruppo Tibisco                              | vincitore: Jugosloven Senta |
| 1936-37  | Bačka Subotica       | Gruppo Bačka centrale                       | vincitore: Tri zvezde Apatin |
| 1936-37  | Bačka Subotica       | Girone finale                               | Bačka 11, ŽAK Subotica 8, Tri zvezde Apatin 7, Odžački ŠK 7, Jugosloven Senta 7 |
| 1937-38  | Bačka Subotica       | Gruppo Subotica                             | Bačka 18, ŽAK Subotica 17, SAND 12, SMTC 6, Sport 5, Zrinjski 2 |
| 1937-38  | Bačka Subotica       | Gruppo provincia                            | 3 Zvezde Apatin 22, Senta 21, Odžački ŠK 20, Građanski Stari Bečej 16, Jugosloven Senta 14, SSU Sombor 14, Hajduk Kula 13, Dulcis Vrbas 12, Bajmočki AK 12                                        |
| 1937-38  | Bačka Subotica       | Finale                                      | 3 Zvezde Apatin–Bačka Subotica 1–3 e 0–8 |
| 1938-39  | ŽAK Subotica         | Gruppo Subotica                             | ŽAK Subotica 22, Bačka 19, SAND 18, SMTC 7, Bunjevac 7, Sport 7, Zrinjski 4 |
| 1938-39  | ŽAK Subotica         | Gruppo provincia                            | Dulcis Vrbas 23, ASK Apatin 22, Građanski Stari Bečej 22, Jugosloven Senta 20, Hajduk Kula 20, Odžački ŠK 19, Senta 17, Bezdansko SU 15, SSU Sombor 13, Crvenka 9                                 |
| 1938-39  | ŽAK Subotica         | Finale                                      | ŽAK Subotica–Dulcis Vrbas 5–0 e 6–2 |
| 1939-40  | SAND Subotica        | Gruppo Subotica                             | SAND 20, Bohemija 18, Zrinjski 13, Sport 13, SMTC 11, Radnički 6, Jugoslavija 3 |
| 1939-40  | SAND Subotica        | Gruppo provincia                            | Jugosloven Senta 31, Dulcis Vrbas 30, JAK Bačka Topola 26, Odžački ŠK 26, Građanski Stari Bečej 23, Senta 21, Slavija Stari Bečej 19, Bezdansko SU 11, ASK Apatin 10, Hajduk Kula 6, SSU Sombor 5 |
| 1939-40  | SAND Subotica        | Finale                                      | Jugosloven Senta–SAND Subotica 1–3 e 2–3 |
| 1940-41  | —                    | Campionato interrotto a causa della guerra. | Campionato interrotto a causa della guerra. |

### Titoli per squadra
| Squadra           | Vittorie | Anni vittorie                                        |
| ----------------- | -------- | ---------------------------------------------------- |
| Bačka Subotica    | 9        | 1921, 1922, 1923, 1925, 1926, 1930, 1932, 1937, 1938 |
| ŽAK Subotica      | 4        | 1931, 1935, 1936, 1939                               |
| SAND Subotica     | 4        | 1927, 1928, 1929, 1940                               |
| Tri zvezde Apatin | 2        | 1933, 1934                                           |
| SSU Sombor        | 1        | 1924                                                 |